# Fiat Punto
Fiat Punto je malý automobil, vyráběný automobilkou Fiat od roku 1993 jako tří- nebo pětidveřový hatchback, případně kabriolet.

## První generace (typ 176)

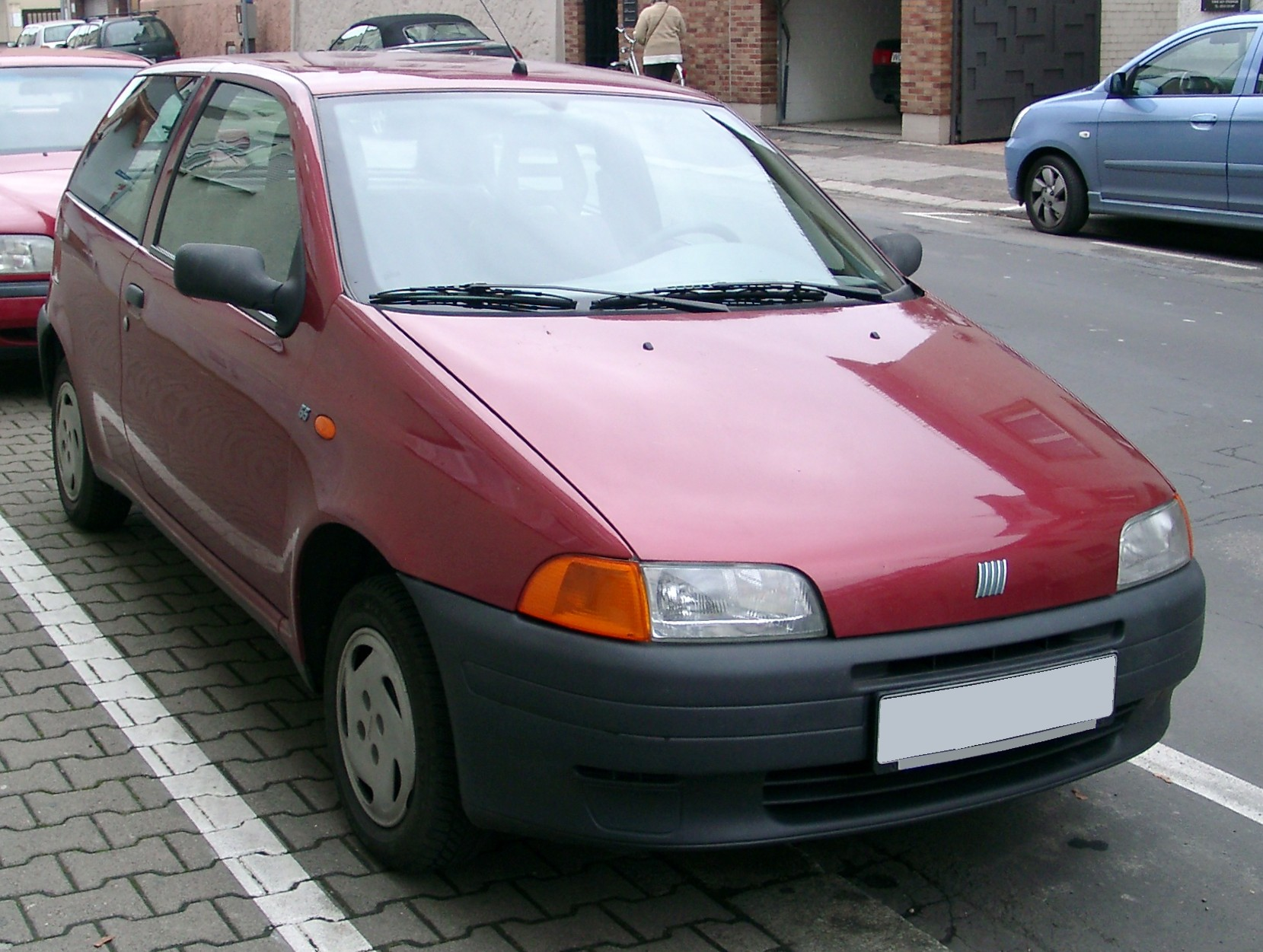
Fiat Punto I (1993–1999)

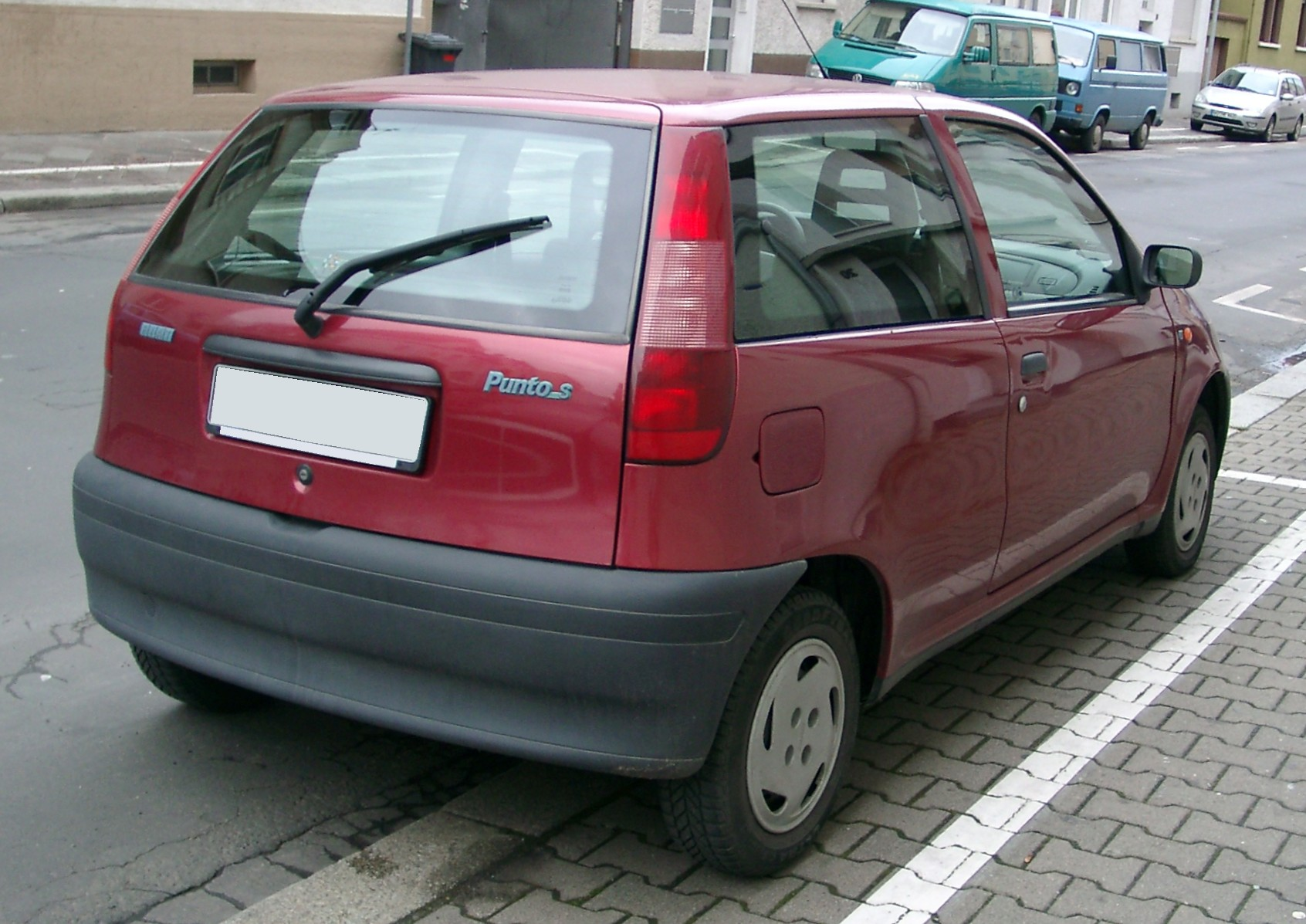
Fiat Punto I zezadu

Punto bylo představeno roku 1993 a v roce 1994 nahradilo oblíbený, ale už zastarávající Fiat Uno. Roku 1995 získalo Punto v Evropě titul Auto roku. Sklidilo velký úspěch, v roce 1997 se dokonce stalo nejprodávanějším vozem Evropy.  Design Punta, na kterém se podílel Giorgio Giugiaro, byl jedinečný díky zadním skupinovým světlometům vertikálně zapuštěným do C-sloupků.
Punto první generace se vyrábělo také jako kabriolet. V roce 1997 získalo punto dvě hvězdy v testu Euro NCAP. S benzínovými motory byl vůz dynamický, naopak diesely byly hlučné a kombinovaná spotřeba nebyla o moc nižší. Fiat Punto má dobré jízdní vlastnosti. U prvních vozů do roku 1997 se projevuje horší dílenské zpracování.
Průměrná spotřeba 1.6 je 7,2 litrů na sto kilometrů.

### Punto Cabrio
Speciální verze Punto Cabriolet byla vyráběna v karosárně Bertone. Existovaly dvě barevné varianty střech – světlá a černá s elektrickým nebo ručním ovládáním. Celkově bylo vyrobeno přibližně 55.000 kusů – všechny kabriolety mají tovární štítek Bertone v motorovém prostoru s výrobním číslem. Punto Cabriolet bylo nejlevnějším kabrioletem na trhu, k dispozici byla celá škála výbav od SX až po ELX – existují modely i s klimatizací a koženým čalouněním. Základní varianta neměla airbagy, posilovač řízení nebo lakované nárazníky. První série se nabízela pouze s motorem 1.6 Mpi, později ji doplnily motory 1.2 8v a 1.2 16v FIRE. Výroba skončila v roce 1999.

### Motory
benzínové:
- 1.1i/40 kW
- 1.2i/44 kW
- 1.2 MPi/55 kW
- 1.2 16V/63 kW
- 1.4 Turbo/98 kW
- 1.4 Turbo/96 kW
- 1.6i/66 kW

diesely:
- 1.7 D/42 kW
- 1.7 TD/46 kW
- 1.7 TD/51 kW
- 1.7 TD/52 kW

## Druhá generace (typ 188)

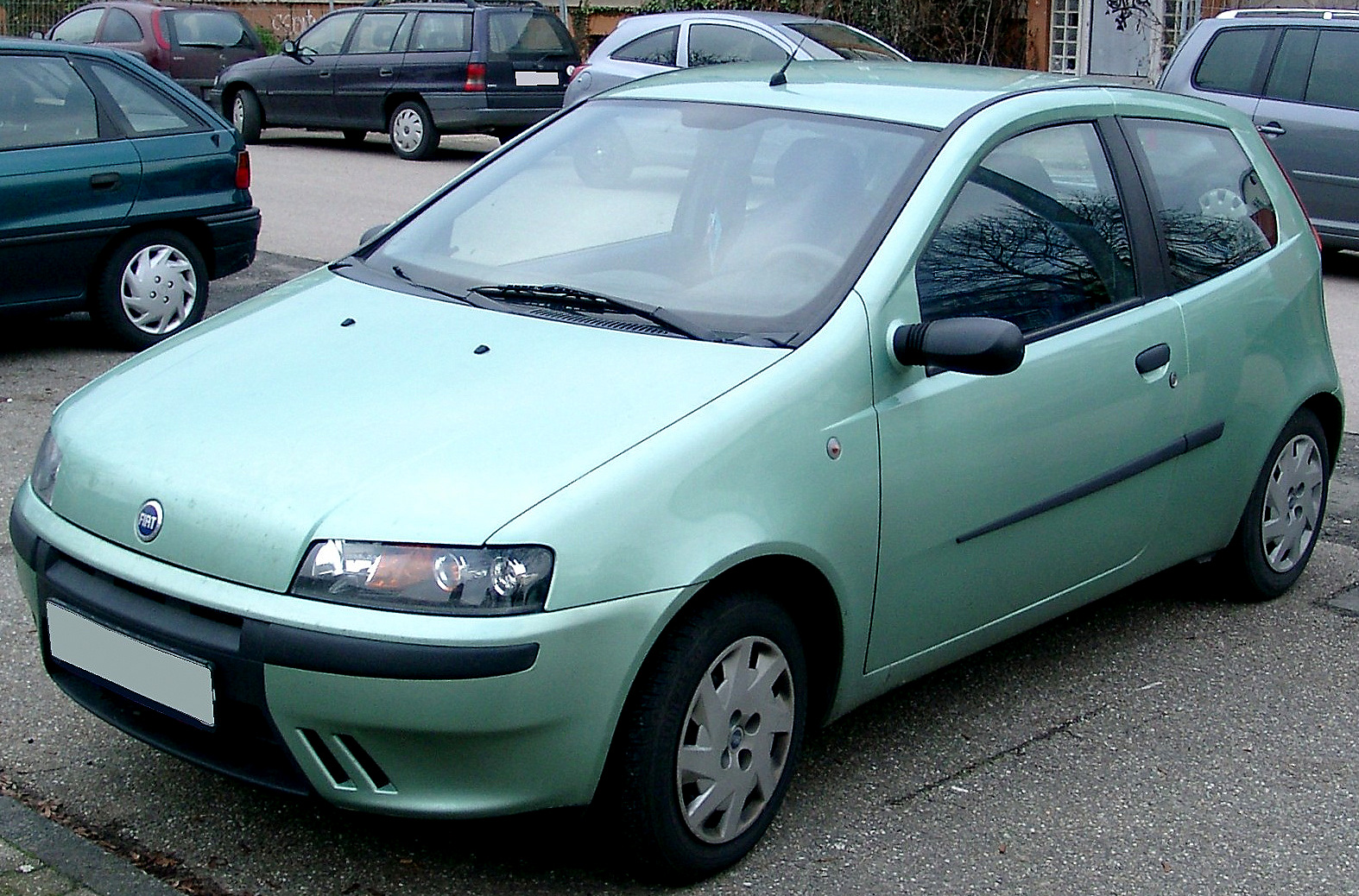
Fiat Punto II (1999–2003)

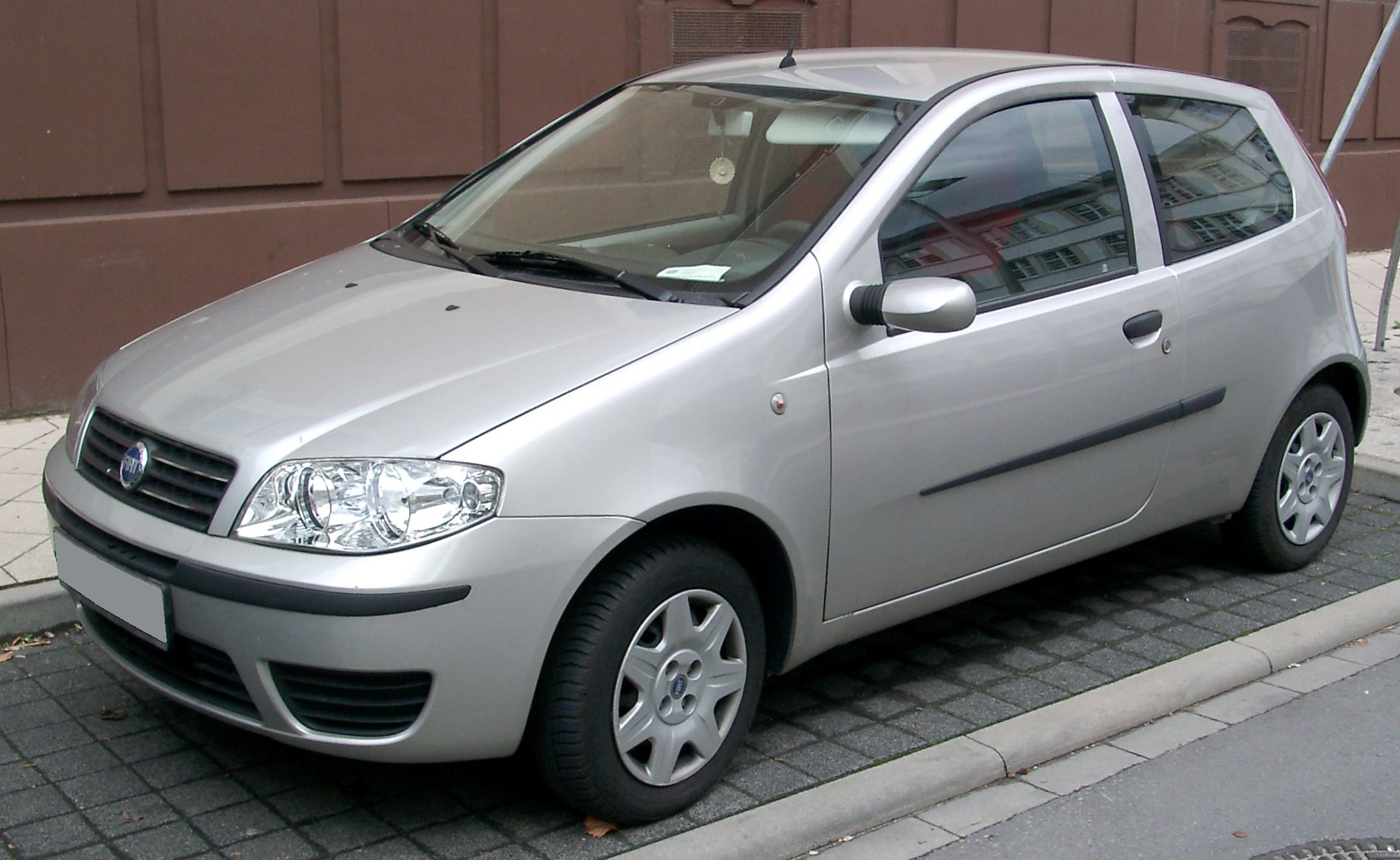
Fiat Punto II po faceliftu (od 2003)

Druhá generace byla představena roku 1999 a v roce 2003 byla faceliftována. V roce 2000 získalo punto čtyři hvězdy v testu Euro NCAP. Výroba probíhala souběžně s modelem Grande Punto pod označením Fiat Punto Classic až do roku 2010. Výroba probíhá dále i v Srbsku pod názvem Zastava 10. Punto se vyrábělo jako tří- a pětidveřový hatchback s objemem zavazadlového prostoru 264 litrů u třídveřové a 297 litrů u pětidveřové varianty.

### Motorizace

#### Benzinové motory
- 1.2/44 kW
- 1.2 16V/59 kW
- 1.4 16V/70 kW
- 1.8 16V/96 kW

#### Dieselové motory
- 1.3 JTD/51 kW
- 1.9 D/44 kW
- 1.9 JTD/59 kW
- 1.9 JTD/63 kW

## Třetí generace (typ 199)

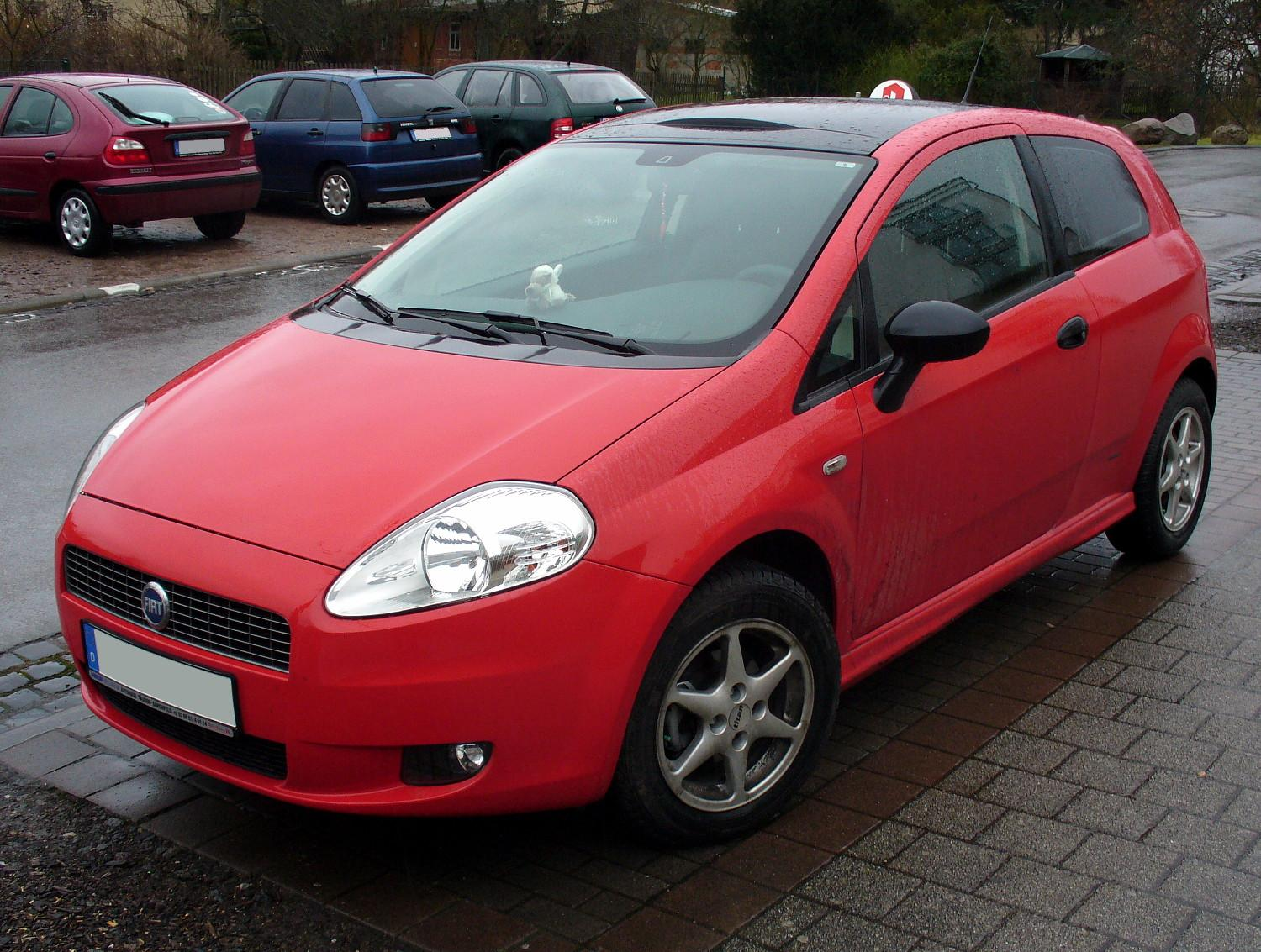
Fiat Grande Punto (od 2005)

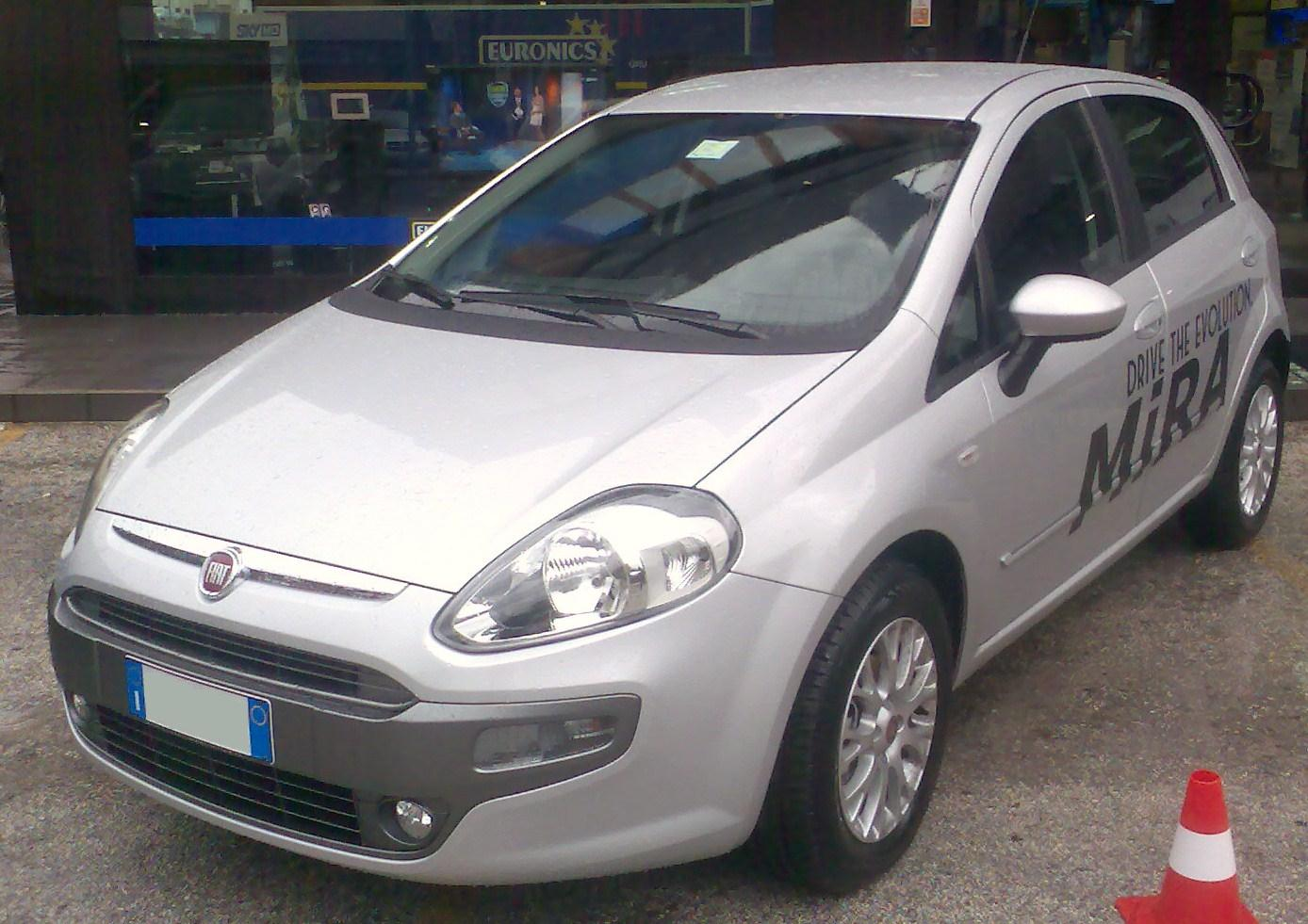
Fiat Punto Evo facelift (od 2009)

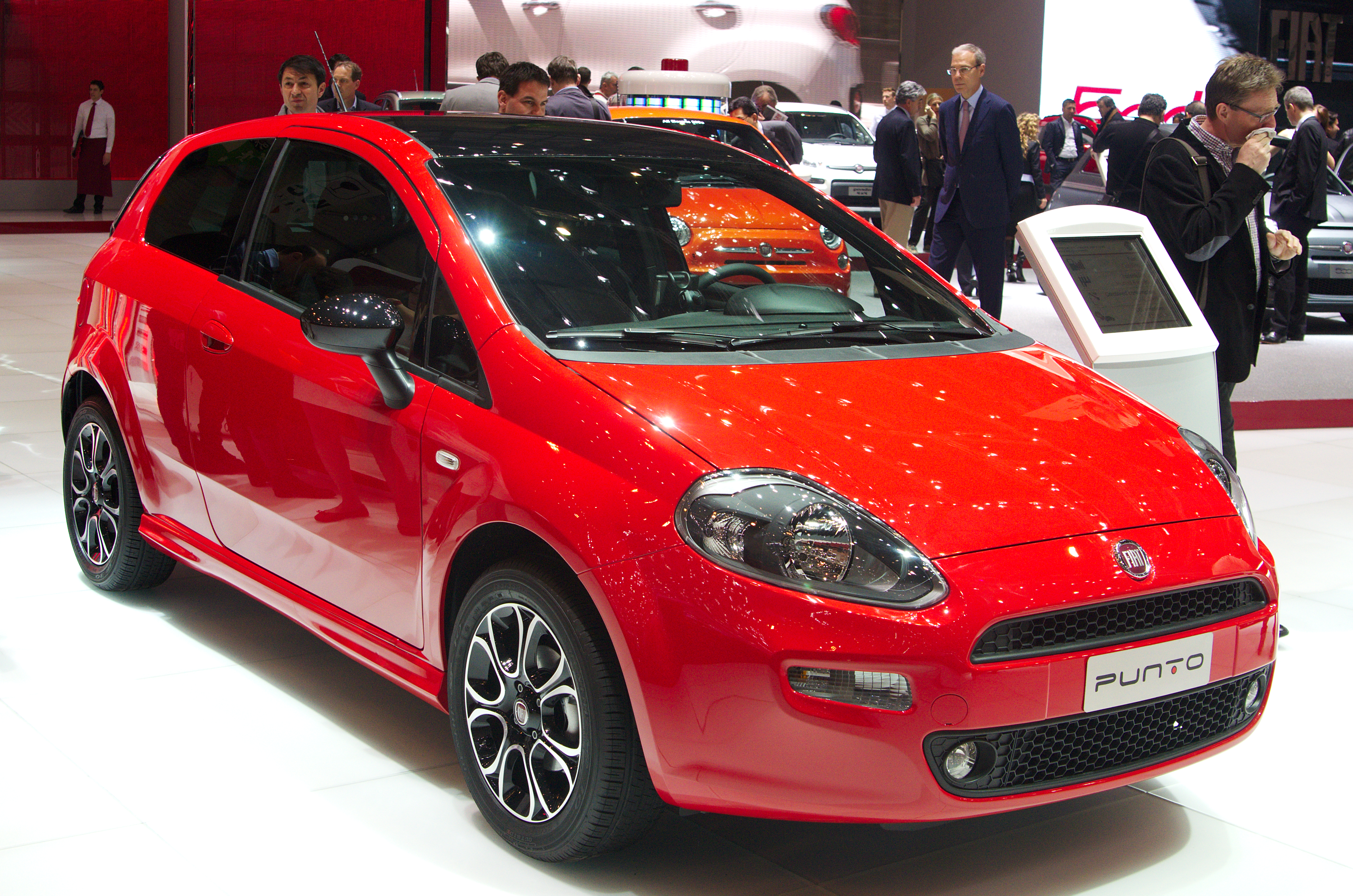
Fiat Punto facelift (od 2011)

Od roku 2005 je vyráběna třetí generace s názvem Grande Punto. Z modelu Grande Punto technicky vychází sedan Linea. V roce 2009 byl představen modernizovaný Fiat Punto Evo. Další modernizace přišla o tři roky později a kromě úprav vzhledu přinesla například dvouválcový 0.9 TwinAir. Název modelu se přitom vrátil k původnímu „Punto“.